# 進歩史観
進歩史観（しんぽしかん、英: progressive view of history）は、歴史を人間社会のある最終形態へ向けての発展の過程と見なす歴史観。例えばホイッグ史観では、現体制を理想の最終形態とし、過去の歴史をこの現在の体制に至るまでの漸進的発展と見なすことで現体制を正当化する。一方、唯物史観では未来に最終形態である共産制を設置し、現在の社会をそこに向かう途中の一時的な段階であると解釈する。西欧ではキリスト教の終末思想に端を発し、18–19世紀の啓蒙時代に広く唱えられた。
オーギュスト・コント、ヘーゲル、マルクスらが代表的である。
一般にひとつの目標に向かう定向進化を唱える点で、ダーウィンらが唱えた生物種の進化などとは性格を異にする。
ジョルジュ・ソレルは『進歩の幻想』（1908)で進歩史観を批判し、第一次世界大戦に際してはシュペングラー、ポール・ヴァレリーなども進歩史観を批判した。